# Propper Sándor
Propper Sándor (Debrecen, 1877. október 30. – Budapest, 1956. február 14.) magyar szociáldemokrata politikus, szerkesztő, országgyűlési képviselő.

## Életpályája
Propper Jakab és Szamet Lotti fiaként született. Fiatalon Budapestre költözött és kitanulta a kárpitos szakmát. 1904-től a Magyarországi Famunkások Szövetsége Központi Vezetőségének tagja, 1907-től a Budapesti Kerületi Munkásbiztosító Pénztár tisztviselőjeként, majd titkáraként dolgozott. Az Általános Fogyasztási Szövetkezet (ÁFOSZ) igazgatóságának tagja, a Népszava és a Szocializmus munkatársa. Az 1918. októberi polgári demokratikus forradalom után az MSZDP gazdasági ügyeinek intézője volt. A Magyarországi Tanácsköztársaság idején szovjetparlamenti képviselő volt. A kommün bukása után a Népszava helyettes szerkesztője, a pártvezetőség tagja, 1922-től 1939-ig országgyűlési képviselő volt. Peyer Károlyhoz állt közel. A második világháború után már nem került be az MSZDP vezetőségébe. 1945-től 1947-ig az Országos Központi Hitelszövetkezet elnöke, majd az Országos Szövetkezeti Hitelintézet alelnöke. Bár a pártegyesülés után tagja volt az MDP-nek, később már nem volt politikai tényező. Mester utcai otthonában hunyt el szívizom-elfajulás okozta.

## Emlékezete
Hidas Antal Vörös Csepel című indulójának szövegében Büchler József és Peyer Károly mellett őt is megemlítette.

„ A gégédre hurkol statáriumot,

És tapsolnak hozzá a rongy árulók,

Büchlerek, Propperek, Peyerek.”

– Hidas Antal: Vörös Csepel.

## Főbb művei
- A szociálpolitika lényege (Budapest, 1918)
- A jogi és erkölcsi föltámadás útja. Propper Sándor előadói beszéde a Magyarországi Szociáldemokrata Párt 1924. évi országos pártgyűlésén; előszó Vámbéry Rusztem; Népszava, Budapest, 1924 (Agitációs füzet)
- A tanulás jelentősége a munkásmozgalomban; Famunkások Oktatásügyi Bizottsága, Budapest, 1927
- Új harc a választójogért. Az összeomlás oka és eredete. Propper Sándor képviselőházi beszéde az 1927-1928. évi költségvetés vitájában; előszó Peidl Gyula; Népszava könyvkereskedés, Budapest, 1928
- Kéthly Anna–Propper Sándor: Nincs változás. Költségvetés, királykérdés, szociálpolitika; Esztergályos János, Budapest, 1933 (Szociáldemokrata füzetek)
- Új ipari forradalom. Korunk társadalmi, gazdasági és termelési problémái; Népszava könyvkereskedés, Budapest, 1933
- A szakszervezetek útja és célja. Amit a szakszervezeti mozgalomról tudni kell; Magyar Szabad Szakszervezetek Országos Szövetsége, Budapest, 1946
- A kölcsönös segítség ösztönétől a tudatos szociálpolitikáig; Szociáldemokrata Párt Oktatásügyi Titkársága, Budapest, 1946
- Szakszervezeti mozgalom és nemzetköziség; Szakszervezeti Tanács–Munka, Budapest, 1947 (A Szakszervezeti Tanács alapfokú szemináriumai)